# Enrique Sayagués Laso
Enrique Sayagués Laso (Montevideo, 30 de abril de 1911 - 17 de abril de 1965) fue un abogado y profesor universitario uruguayo.

## Vida
Se doctoró en la Facultad de Derecho de la Universidad de la República en 1934.
Además de ejercer la abogacía fue asesor de ANCAP (Administración Nacional de Combustibles, Alcohol y Portland).
En 1939 fue designado profesor agregado de Derecho Administrativo al aprobar su tesis sobre "la licitación pública".
Su obra más importante, el Tratado de Derecho administrativo, fue adoptado en las siguientes Facultades latino-americanas: Montevideo (Uruguay), en las dos de Caracas (Venezuela), Medellín (Colombia), San José (Costa Rica), San Carlos (Guatemala).
Miembro y varias veces vicepresidente del Colegio de Abogados del Uruguay, pasa a ser miembro del Comité Ejecutivo y luego del Consejo de la Inter American Bar Association en 1947. En dicho carácter participa en las Conferencias continentales de Lima (1947), Detroit (1949), Montevideo (1951, que como vicepresidente organiza conjuntamente con Eduardo Juan Couture, su presidente), San Pablo (1954) y Buenos Aires (1957), en estas dos últimas en calidad de relator. Simultáneamente dicta cursos y conferencias en las Universidades respectivas.
El profesor León Cortiñas Pelaez -que se formó junto a él-, refiriéndose a Sayagués afirmó que “En sus múltiples estudios Sayagués definió principios y conceptos jurídicos básicos. Su formación intelectual, cultural y jurídica lo capacitaba para su participación en la actividad del Estado y organismos públicos y en la interpretación de sus normas, objetivos y fines institucionales. Trasmitió sus conocimientos a Profesores extranjeros de prestigio y contactó su Cátedra con éstos y con sus estudiantes de la Facultad de Derecho. Es obvio que su formación plena, en última instancia, conduce a la equidad y a la justicia”.
Sayagués Laso fue autor de los institutos autónomos en la Constitución de Venezuela (1961), del proyecto de Ley Orgánica Municipal de Uruguay (1956), y de la Ley Orgánica de la Universidad de la República (1958).
A nivel familiar, tuvo una esposa y seis hijos.

## Muerte
Trabajando para un Hospital, realizó un sumario administrativo a un médico extranjero que fue denunciado por algunas de sus pacientes, a las que consideró que les asistía razón. El 9 de abril de 1965, a la salida de su estudio, Sayagués Laso fue baleado por el médico. A los pocos días falleció.

## Libros
- La licitación pública, Montevideo, Biblioteca de publicaciones oficiales de la Facultad de Derecho y Ciencias Sociales, 1940.

- Estudios sobre contencioso municipal, Montevideo, Atlántida, 1940.

- Repertorio jurídico (índice completo del material legislativo, administrativo, jurisprudencial, doctrinario y bibliográfico, contenido en todas las revistas o publicaciones jurídicas nacionales aparecidas en el año), 4 vols. (1943, 1944, 1945, 194647), Montevideo, Revista de Derecho Público y Privado.

- Tratado de Derecho administrativo, Montevideo, vol. I (1953, reeditado en 1959 y 1963), volumen II (1959, reeditado en 1963), ed. del autor.

- Derecho administrativo (2.° curso), Montevideo, edición mimeografiada por el Centro de Estudiantes de Derecho, según la versión grabada de los cursos de los años 1956-57, 4 vols., 1957.

- La acción de la nulidad ante el Tribunal de lo contencioso-administrativo, Montevideo, edición mimeografiada por el Centro Estudiantes de Derecho, según la versión grabada del curso especial, 1958.

- Traite de Droit administratif, París, 2 vols., publicado bajo los auspicios del Centre francais de Droit comparé, prólogo de Hcnri PUCET, traducción del Tratado por Simonc AICARDI (supervisada por el autor), 1964 (esta fecha corresponde en los hechos al volumen I; el vol. II, habiendo sido impreso en 1965 y la distribución no habiendo comenzado sino en 1966 por la Librairie genérale de Droit et de jurisprudence, de París).

## Artículos en Revistas
- El principio de las nacionalidades y la protección de las minorías en el Derecho internacional actual, Montevideo, «Revista de la Facultad de Derecho», 1932.
- Universalidad del juicio sucesorio y alcance de su fuero de atracción, Montevideo, «Revista de Derecho Público y Privado», 1939.
- Tribunales de Cuentas, Montevideo, apartado de la «Revista de Derecho Público y Privado», 1940.
- Formas de liquidar las rentas vitalicias al disolver la sociedad conyugal, Montevideo. «Revista de Derecho Público y Privado», 1940.
- ¿Procede la acción ordinaria contra el Municipio?, Montevideo, «Revista de Derecho Público y Privado», 1941.
- Privilegios y monopolios en las concesiones de servicios públicos, Montevideo, «La Justicia Uruguaya», 1943.
- Prescripción de la responsabilidad del Estado, Montevideo, «La Justicia Uruguaya», 1943.
- Consideraciones sobre el recurso municipal de lesión de derechos, Montevideo, «La Revista de Derecho, Jurisprudencia y Administración», 1943.
- Criterio de distinción entre personas públicas y privadas, Montevideo, apartado de la «Revista de Derecho Público y Privado», 1944; reproducido en Santa Fe, «Revista de Ciencias Jurídicas y Sociales», 1945.
- El recurso municipal de lesión, de derechos y los actos administrativos complejos, Montevideo, «La Justicia Uruguaya», 1944.
- Naturaleza jurídica del Frigorífico nacional, Montevideo, «Revista de Derecho Público y Privado», 1947.
- Estudio comparado de la organización y concesión de los servicios públicos en América, Montevideo, «La Justicia Uruguaya», 1948.
- Responsabilidad del Estado por acto legislativo (nota de jurisprudencia), Montevideo, «Revista de Derecho Público y Privado», 1948.
- La acción de ilegalidad ante los Tribunales, Montevideo, <cLa Justicia Uruguaya», 1949.
- Responsabilidad por acto o hecho administrativo (nota de jurisprudencia), Montevideo, «La Revista de Derecho, Jurisprudencia y Administración», 1950.
- La responsabilidad por acto o hecho administrativo, Buenos Aires, «Jurisprudencia Argentina», 1950, t. II, sección doctrina, pág. 48.
- Abogacía libre y abogacía reglamentada (en colaboración con el Presidente del Colegio de Abogados de París, D. Jacques CHARPÜNTIER), Jornadas jranco-latiflo-americanas de Derecho comparado (Montevideo, 1948), organizadas por la Facultad de Derecho y Ciencias Sociales del Uruguay y la Société de législation comparée, Montevideo, Biblioteca de publicaciones oficiales de la Facultad de Derecho y Ciencias Sociales,
- 1951, reproducidas en «Revista de la Facultad de Derecho y Ciencias Sociales», Montevideo, 1951, págs. 1-257.
- La condena al pago de intereses y los entes públicos, Montevideo, «Revista de la Facultad de Derecho y Ciencias Sociales», 1951.
- El reglamento, Buenos Aires, «Jurisprudencia Argentina», 1951, t. II, págs. 68 y sigs.
- Luego de la Ley de derechos civiles de la mujer, ¿mantiene la esposa su derecho a que le sean restituidos los valores enajenados de su dote, o tal derecho ha quedado anulado total o parcialmente?, Montevideo, «La Justicia Uruguaya», 1951.
- Reiteración de las iniciativas del Poder ejecutivo por cambio de titulares de dicho Poder o del Poder legislativo, Montevideo, «Revista de Derecho Público y Privado», 1952.
- Responsabilité de VEtat en raison, des ocles législatijs, apartado del Livre Jubilaire publié por el Conseil d'Etat pour conmémorer son cent cinqueliéme anniversaire (4 nivose an VIII-24 décembre 194-9), París, Recueil Sirey, 1952, págs. 619-632.
- El Tribunal de lo contencioso-administrativo, Montevideo, apartado de la «Revista de la Facultad de Derecho y Ciencias Sociales», 1952.
- Naturaleza jurídica del Contralor de exportaciones e importaciones y del Servicio oficial de difusión radio-eléctrica, Montevideo, «La Justicia Uruguaya», 1952.
- Naturaleza jurídica de los laudos de los Consejos de salarios y el problema de la retroactividad, Montevideo, «Derecho Laboral», 1953.
- Los derechos humanos y las medidas de ejecución, estudio presentado en el Seminario de Derecho internacional de la UNESCO en agosto de 1952 en La Habana (Cuba); publicado en Montevideo, apartado de la «Revista de la Facultad de Derecho y Ciencias Sociales*, 1953.
- El salario y la insuficiencia económica de la empresa para pagarlo, Montevideo, «La Revista de Derecho, Jurisprudencia y Administración", 1953.
- Experiencia y resultado de la creación, del Tribunal de lo coTUencioso-administrativo, Montevideo, «La Justicia Uruguaya», 1953.
- Responsabilidad por acto legislativo, Lima, «Revista de Jurisprudencia Peruana», 1953, tomo II, págs. 410 y siga. Disposiciones testamentarias en favor de los testigos de los testamentos cerrados, Montevideo, «La Justicia Uruguaya», 1954.
- La prueba en los litigios contencioso-adminislrativos, Montevideo, «Revista de la Facultad de Derecho y Ciencias Sociales», 1954.
- Concepto de autonomía técnica y su vigencia en el régimen actual de la Facultad de Derecho, Montevideo, «Revista de la Facultad de Derecho y Ciencias Sociales», 1955.
- Régimen jurídico de los servicios públicos administrados por el Estado, Montevideo, ibidem.
- Les établissements publics économiques en Uruguay, Bruselas, «Revue Internationale des Sciences Administratives», 1956, apartado del t. 22.
- La destitución de funcionarios en los gobiernos departamentales, Montevideo, «Revista de la Facultad de Derecho y Ciencias Sociales», 1956.
- Los recursos administrativos en nuestro Derecho. Una situación caótica y una posible solución. Proyecto de reglamentación (¿o de ley?) comentado, Montevideo, «La Justicia Uruguaya», 1957.
- Valor y eficacia jurídica del acto de adjudicación de la licitación,, Montevideo, «Revista de Derecho Público y Privado», 1958.
- Los entes autónomos, Montevideo, «Revista del Centro Estudiantes de Derecho», 1958.
- La concesión de servicio público, Bolonia, apartado de los Studi in onore di Silvio Lessona, 1958.
- Los recursos administrativos en materia tributaria, Montevideo, «Boletín del Instituto Uruguayo de Derecho Tributario», 1961.